# Fernando Carro de Prada
Fernando Carro de Prada, né le 27 juillet 1964 à Barcelone est un manager espagnol. Depuis le 1er juillet 2018, il occupe le poste de président de la direction de la société allemande Bayer 04 Leverkusen Fußball GmbH, dont l’équipe masculine évolue en Bundesliga et l’équipe féminine en Championnat d'Allemagne féminin de football.

## Biographie
Carro a grandi à Barcelone. Il a fréquenté l’école allemande de Barcelone, où il a obtenu son baccalauréat en 1982. Il a ensuite suivi une formation d’agent technico-commercial chez BASF en Espagne, puis poursuivi des études en ingénierie industrielle et management à l’institut de technologie de Karlsruhe, en Allemagne. Pendant ses années universitaires, Carro a travaillé comme journaliste sportif durant ses vacances d’été en Autriche. Il résidait alors chez Hans Krankl, joueur de l’équipe d'Autriche de football, qui évoluait dans des clubs autrichiens de 1981 à 1988. Auparavant, Krankl avait reçu des cours d’espagnol de la mère de Carro lorsqu’il jouait au FC Barcelone à la fin des années 1970 .
Carro s’est engagé dans l’organisation étudiante AIESEC et, de 1990 à 1991, il a présidé le conseil d’administration d’AIESEC en Allemagne ,. Il a ensuite passé deux ans à la tête d’AIESEC International. Une fois ses études terminées, il a rejoint Bertelsmann à Gütersloh en 1993. Il y a exercé diverses fonctions pendant 24 ans, dont un poste au sein du directoire du groupe. En 2015, le conseil de surveillance de l’ancienne Arvato AG, une filiale de Bertelsmann comptant environ 70 000 employés, l’a nommé président-directeur général. Peu après, à la suite d’une réorganisation interne, il est devenu gérant de la société et a supervisé la réintégration de l’AG dans la structure globale de Bertelsmann en 2016 ,.
Le 20 avril 2018, à la demande du comité des associés de la Bayer 04 Leverkusen Fußball GmbH, Carro a été nommé co-directeur général aux côtés de Michael Schade, avec effet au 15 mai de la même année. Depuis le 1er juillet, il assume la responsabilité principale de la direction, d’abord avec le directeur sportif Rudi Völler, puis, à partir de juillet 2022, avec Simon Rolfes.
Depuis 2021, Carro siège également au comité de direction (Executive Board) de l’European Club Association .
Lorsque le club a remporté pour la première fois de son histoire le titre du Championnat d'Allemagne de football 2023-2024, le maire de Leverkusen, Uwe Richrath, a proposé de décerner à Carro, ainsi qu’à trois autres membres du club, le titre de citoyen d’honneur de la ville . Cependant, une semaine et demie plus tard, Carro et les trois autres personnes ont décliné cette distinction .
Carro est marié et père de trois enfants. Outre l’espagnol, il parle allemand et anglais.